# Lapu-Lapu
Lapu-Lapu (zemřel kolem roku 1542) byl vládce ostrova Mactan na Filipínách. O jeho životě máme jen málo jistých informací. Se svými bojovníky se postavil vojákům Ferdinanda Magellana a při této šarvátce Magellan padl. Filipínci na Lapu-Lapua zpětně nahlížejí jako na prvního národního hrdinu, který čelil španělské kolonizaci.
Lapu-Lapu je také uváděn jako Çilapulapu, Si Lapulapu, Salip Pulaka, Kali Pulako či Cali Pulaco, ačkoli historičnost těchto jmen je sporná.